# ローマ＝ジャルディネッティ線
ローマ＝ジャルディネッティ線（Ferrovia Roma-Giardinetti）は、イタリア ローマのATAC（ローマの公共交通企業）が運営する都市鉄道路線。ローマ市中心部のローマ・テルミニ駅に隣接するローマ・ラツィアリ駅と、ローマの東南東約10kmにあるローマ市の分離集落ジャルディネッティの間を結んでいる。2008年までは更に先のパンターノまで運行されていたが、ローマ地下鉄C線建設工事に伴い廃止された。軌間950mmの軽便鉄道である。

## 歴史
この路線はかつてローマ＝フィウッジ鉄道として、ローマとフィウッジを結ぶ78.1kmの路線の一部であった。ローマ＝フィウッジ鉄道は1907年に認可され、1913年に建設が始まった。1916年6月12日、ローマからサン・チェザーレオを通りジェナッツァーノの間47.5㎞が開業した。これは軌間950mm、直流850V電化の軽便鉄道路線で、起点駅はローマ・テルミニ駅のエスクイリーノの丘側に隣接して造られた。開業時のダイヤは上下往復1日4本で、1等車と3等車で運行された。1917年7月14日には、路線はフィウッジまで総延長78.1kmが開業した。このとき、ローマからフィウッジまでの所要時間は2時間45分で、列車は30分毎に運行されていた。このとき同時にフィウッジから33㎞離れたフロジノーネまでの支線も開通している。
1950年にローマ・テルミニ駅とローマ・ラツィアリ駅間の短い区間が廃止、1982年にジェナッツァーノとフィウッジ間が廃止、1983年にはパンターノとジェナッツァーノ間が廃止、さらに2008年にはジャルディネッティとパンターノ間が廃止され現在に至っている。

### 鉄道博物館
ローマ＝フィウッジ鉄道のコロンナ駅は1916年6月12日に開業し、1984年2月に廃止されたが、2008年に駅舎と軌道の一部がコロンナ鉄道博物館として整備公開された。約500mの軌道が保存され、鉄道車両が展示されている。

## 路線
ローマ・ラツィアリ駅からポルタ・マッジョーレ停留所まではジョヴァンニ・ジョリッティ通り（Via Giovanni Giolitti）の路側の専用軌道を走り、ポルタ・マッジョーレ（古代ローマ時代に造られたアウレリアヌス城壁の門）でATACトラムと平面交差する。その先しばらく行くと、カッシリナ街道（国道6号線）の中央分離帯の専用軌道に入り、終点のジャルディネッティ駅駅に到着する。
他線への乗り換えは、ローマ・ラツィアリ駅でイタリア鉄道およびローマ地下鉄に、ポルタ・マッジョーレ停留所で平面交差するATACトラム各線に乗り換え可能である。
|  | exKBHFa |

| BAHN | KBHFxa |

|  | HST |

| TRAM | THST |

|  | HST |

|  | HST |

|  | HST |

|  | HST |

|  | HST |

|  | HST |

|  | HST |

|  | HST |

|  | HST |

|  | HST |

|  | HST |

|  | HST |

|  | HST |

|  | HST |

|  | HST |

|  | KBHFxe |

|  | exSTR |

|  | exBHF |

|  | exSTR |

|  | exBHF |

|  | exSTR |

|  | exBHF |

|  | exKBHFa |

| BAHN | KBHFxa |

|  | HST |

| TRAM | THST |

|  | HST |

|  | HST |

|  | HST |

|  | HST |

|  | HST |

|  | HST |

|  | HST |

|  | HST |

|  | HST |

|  | HST |

|  | HST |

|  | HST |

|  | HST |

|  | HST |

|  | HST |

|  | KBHFxe |

|  | exSTR |

|  | exBHF |

|  | exSTR |

|  | exBHF |

|  | exSTR |

|  | exBHF |